# La Lettre (Jérôme K. Jérôme Bloche)
Pour les articles homonymes, voir La Lettre.
La Lettre est le 16e album de la série de bande dessinée Jérôme K. Jérôme Bloche d’Alain Dodier. L'ouvrage est publié en 2002.

### Documentation
- Jean-Pierre Fuéri, « La Babette qui monte, qui monte... », BoDoï, no 53,‎ juin 2002, p. 10.